# Pīsījān
Pīsījān (persiska: فِسيجان, فَسيجان, پيسيجان, Fesījān, پی سی جان) är en ort i Iran.   Den ligger i provinsen Hamadan, i den nordvästra delen av landet, 300 km väster om huvudstaden Teheran. Pīsījān ligger 2 020 meter över havet och antalet invånare är 627.
Terrängen runt Pīsījān är varierad, och sluttar norrut. Runt Pīsījān är det ganska tätbefolkat, med 86 invånare per kvadratkilometer. Närmaste större samhälle är Pasragad Branch, 16,6 km öster om Pīsījān. Trakten runt Pīsījān består i huvudsak av gräsmarker.